# Матаня (частушка)
Матаня (этимология неясна; по другим данным происходит от мордовского языка и означает «милый», «ухажёр») — старое местное название частушки или её внутрижанровая разновидность.
Возникла в Поволжье и оттуда распространилась по всем окрестностям России. Строфа «Матани» состоит из двух строк и имеет при себе припев. Со словом «Матаня» исполнители частушек обращались к своим возлюбленным, при этом словом «Матаня» они называют как девушек, так и парней. Оно так часто звучало и в запеве и в припеве, что по нему была названа вся жанровая разновидность. Для «Матани» характерна повторяемость без изменений первой строчки двустишия, к которой, варьируемая по обстоятельствам, присоединяется вторая. Первая строчка в «Матане» это опознавательный жанр и своеобразная загадка, задача, уловка, заставляющая прислушаться — как она разрешится на этот раз. Например, тамбовская «Матаня» по поэтике это четырёх строчные строфы одночастные и двухчастные. Наиболее распространенный размер — четырёхстопный хорей, часто употребляется неполная перекрёстная рифма. Ей характерен постоянный эпитет: «Гармонист, гармонист», «Мой милёнок как телёнок», «У меня милёнок» и другие:
Гармонист, гармонист,

Не смотри глазами вниз,

Смотри прямо на меня —

Завлекать буду тебя.

Мой милёнок, как телёнок,

Кучерявый, как баран.

Дома нечего полопать,

Шатается по дворам.
Понятие «Матаня» опирается на созвучное по разговорной речи «мотаться», то есть не отличаться постоянством чувств, «выматывающий душу»:
Эх, Матаня ты Матаня,

Вся ты измоталася!

Посмотри-ка на себя:

В чём душа осталася!

Ой, Матаня, так не гоже,

То ходить, а то мануть.

Приходи, Матаня, к речке,

При тебе буду тонуть.

Кому Матаню частую,

А мне Матаню редкую.

С моим Матанечкой гулять

Натуру надо крепкую.
К стабильным проявлениям тамбовской «Матани» относятся миксолидийский лад и гармоническая функция аккомпанемента. К изменяемым — все остальные элементы, включающие большое количество исполнительских версий: варианты мелодии, выразительных средств, ритма.

## Примеры частушек
Раз деревня, два село.

Как Матаньку повело.

Напилася самогону,

Да и выпала в окно.

На столе клопы сидели

И от солнца щурились.

Как Матаню увидали,

Сразу окочурились.

Яровая то солома,

Немолоченный овёс,

А мою Матаньку ястреб

Вместо курицы унес.

Ой, Матаня, ты, Матаня,

С тобой расстаюсь я.

Через год ты выйдешь замуж.

Через два женюсь я.

Ох, Матаня, делу время,

А потехе только час.

Мы напелись, наигрались,

Поплясать бы нам сейчас

Сколько по морю не плавал —

Моря дна не доставал.

Сколько в девок не влюблялся —

По Матаньке тосковал.

Мы с Матанькой больно хитры,

Друг на дружку не глядим.

При народе ходим порознь,

Без народа посидим.